# Флорентийская опера

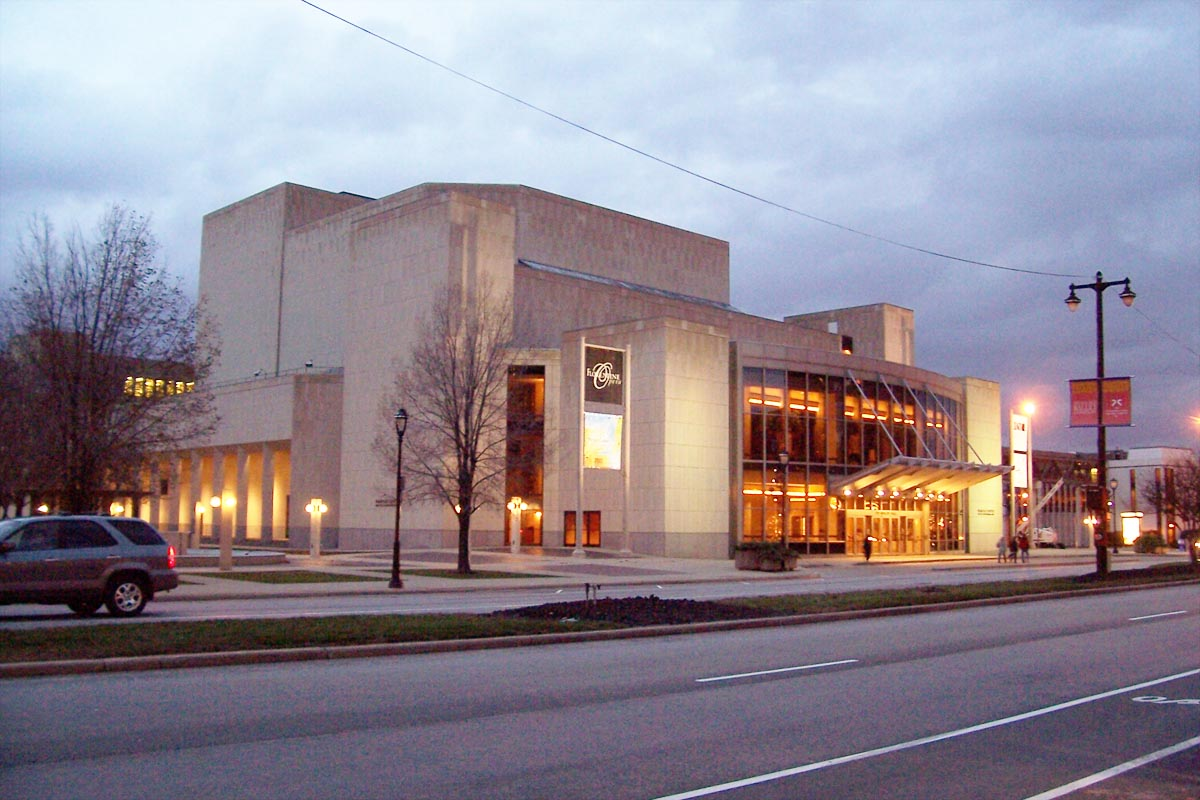
Marcus Center

Флорентийская опера (англ. Florentine Opera, полное название The Florentine Opera Company) — одна из старейших профессиональных компаний (музыкальный художественный коллектив по постановке опер) в США, находящаяся в Милуоки, штат Висконсин.
Флорентийская опера является уставной организацией United Performing Arts Fund и финансируется из бюджета города, а также некоторых корпораций (Target Corporation), фондов (Bradley Foundation) и частных лиц. Оперная труппа входит ходит в состав Opera America. Выступления Флорентийской оперы проходят в Милуоки в Marcus Center.

## История и деятельность
Флорентийская опера была основана в 1933 году Джоном-Давидом Анелло. На момент своего образования коллектив назывался «Italian Opera Chorus», собирался на Jackson Street Social Center и занимался хоровым пением. В 1942 году компания стала называться «Florentine Opera Chorus» всё так же под управлением Анелло. К этому времени хор разросся до 100 человек, кроме этого ещё было до сотни желающих в нём участвовать.
В 1950 году музыкальный коллектив расширил сферу своей деятельности от оперных хоровых номеров до постановки полных опер; компания стала частным предприятием, изменив свое название в последний раз на «Florentine Opera Company». Основная деятельность компании — постановка оперных произведений, в том числе современных. За последние два десятилетия здесь состоялись премьеры многих новых американских опер, в их числе: опера Лоуэлла Либермана «Портрет Дориана Грея» (1999), «Элмер Гантри» Роберта Олдриджа и Гершеля Гарфейна (2009), «Рио-де-Сангре» Дона Дэвиса (2010) и «Сестра Кэрри» Роберта Олдриджа (2016).
Мэгги Оплингер (Maggey Oplinger) является генеральным директором (CEO) Флорентийской оперы, сменив Уильяма Флореску, который находился на этом посту с 2005 по 2018 год. Дирижёр (художественный руководитель) — Франческо Милиото. Симфонический оркестр Милуоки выступает в качестве основного оркестра во Флорентийской опере.
Во Флорентийской опере выступали такие известные исполнители, как Диана Александер (Diane Alexander), Джун Андерсон, Анджела Браун, Хосе Каррерас, Джильда Крус-Ромо, Пласидо Доминго, Мариса Гальвани, Джером, Хайнс, Лиз Линдстрем, Спиро Малас, Джеймс МакКракен, Шерил Милнз, Жан Пирс, Лучано Паваротти, Эва Подлещ, Сэмюэл Рэми, Беверли Силлс, Эрика Суннегард, Ричард Такер и другие.